# Aix-Noulette
Aix-Noulette ist eine französische Kleinstadt mit 3915 Einwohnern (Stand: 1. Januar 2022) im Département Pas-de-Calais in der Region Hauts-de-France. Sie gehört zum Arrondissement Lens, zum Gemeindeverband Lens-Liévin und zum Kanton Bully-les-Mines. Die Einwohner werden Aixois genannt.

## Geographie
Die Stadt Aix-Noulette liegt in der Landschaft Gohelle. Das Gemeindegebiet wird vom Flüsschen Surgeon durchquert, das im Stadtgebiet jedoch unterirdisch verläuft. Umgeben wird Aix-Noulette von den Nachbargemeinden Bully-les-Mines im Norden, Liévin im Nordosten, Angres im Osten, Souchez im Südosten, Ablain-Saint-Nazaire im Süden, Bouvigny-Boyeffles im Westen und Sains-en-Gohelle im Nordwesten. Durch die Gemeinde führen die Autoroute A21, die Autoroute A26 und die frühere Route nationale 48.

## Bevölkerungsentwicklung
| Jahr                       | 1962 | 1968 | 1975 | 1982 | 1990 | 1999 | 2006 | 2014 | 2022 |
| -------------------------- | ---- | ---- | ---- | ---- | ---- | ---- | ---- | ---- | ---- |
| Einwohner                  | 2670 | 2647 | 3361 | 3096 | 3664 | 3836 | 3736 | 3942 | 3915 |
| Quellen: Cassini und INSEE |      |      |      |      |      |      |      |      |      |

## Sehenswürdigkeiten
- Kirche Saint-Germain, Hallenkirche aus dem Jahr 1531 mit Turm aus dem 12. Jahrhundert, Glockenturm und Chor aus dem Jahr 1552, Monument historique seit 1920
- Burgmotte aus dem frühen Mittelalter, seit 1980 Monument historique
- Reste des mittelalterlichen Schlosses
- alte Mälzerei
- Gutshof Houillères
- drei Soldatenfriedhöfe der Commonwealth War Graves Commission

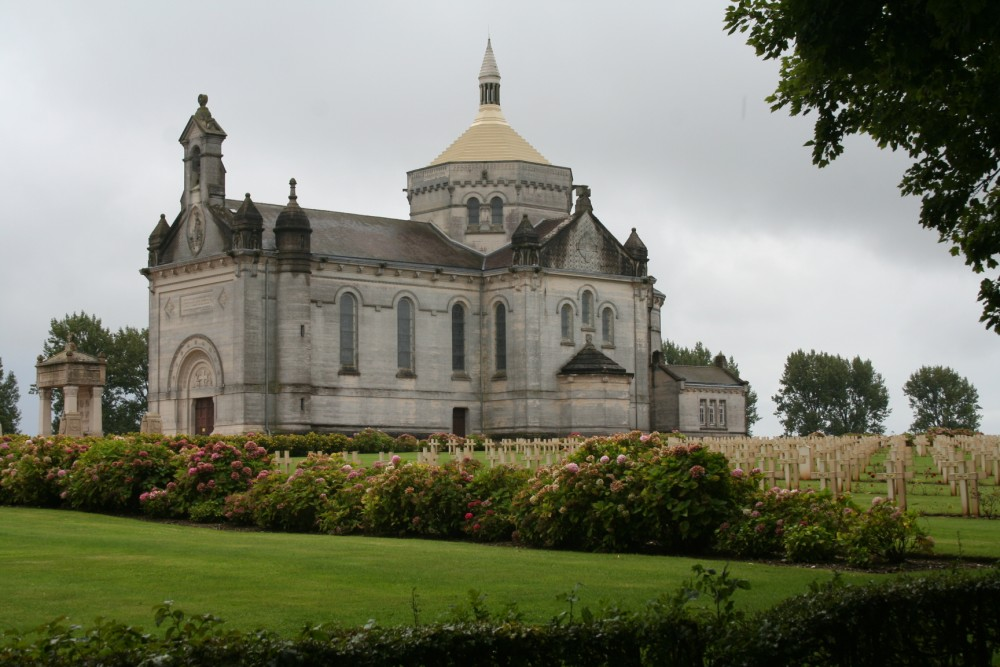
Notre Dame de Lorette
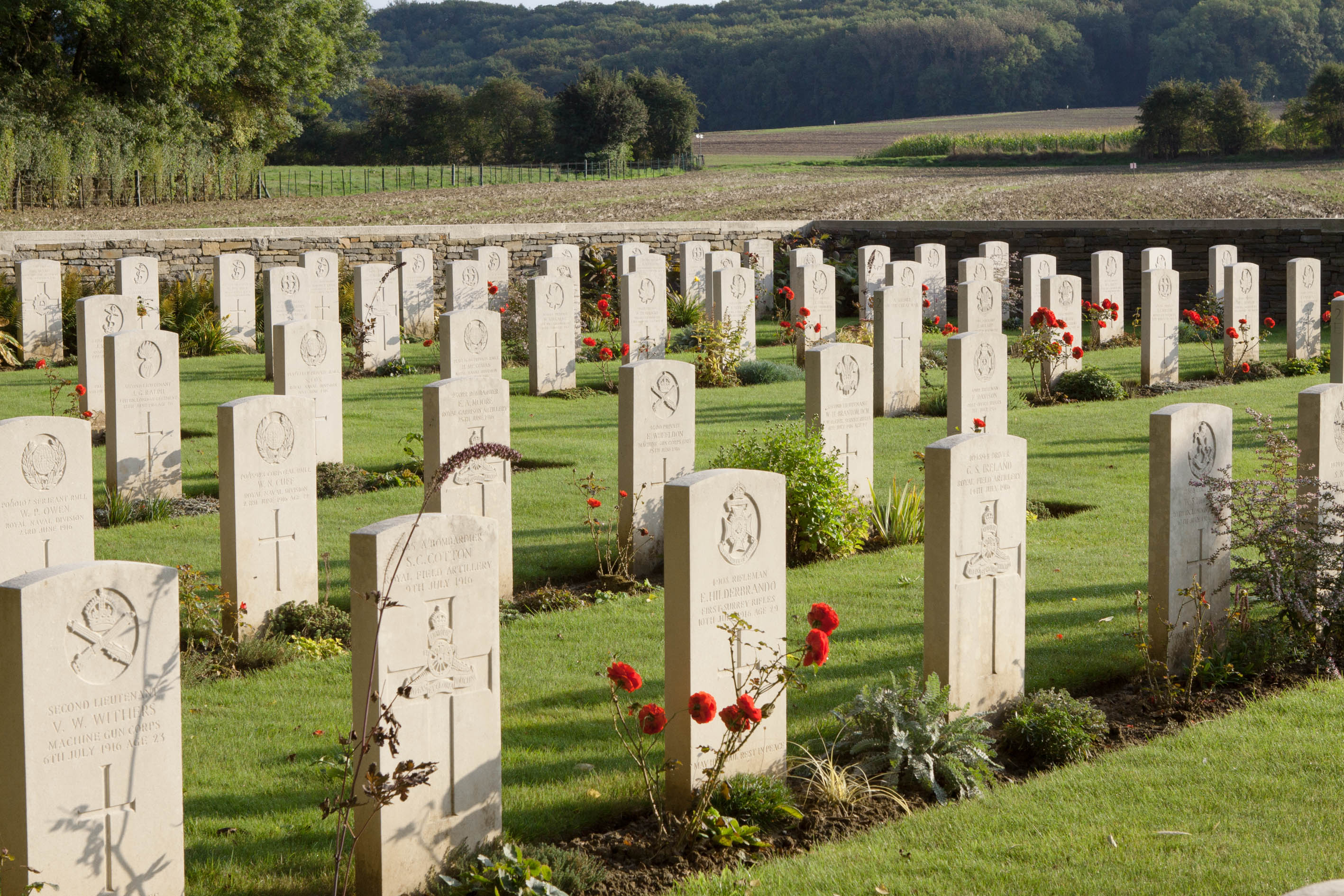
Soldatenfriedhof „Bois-de-Noulette“
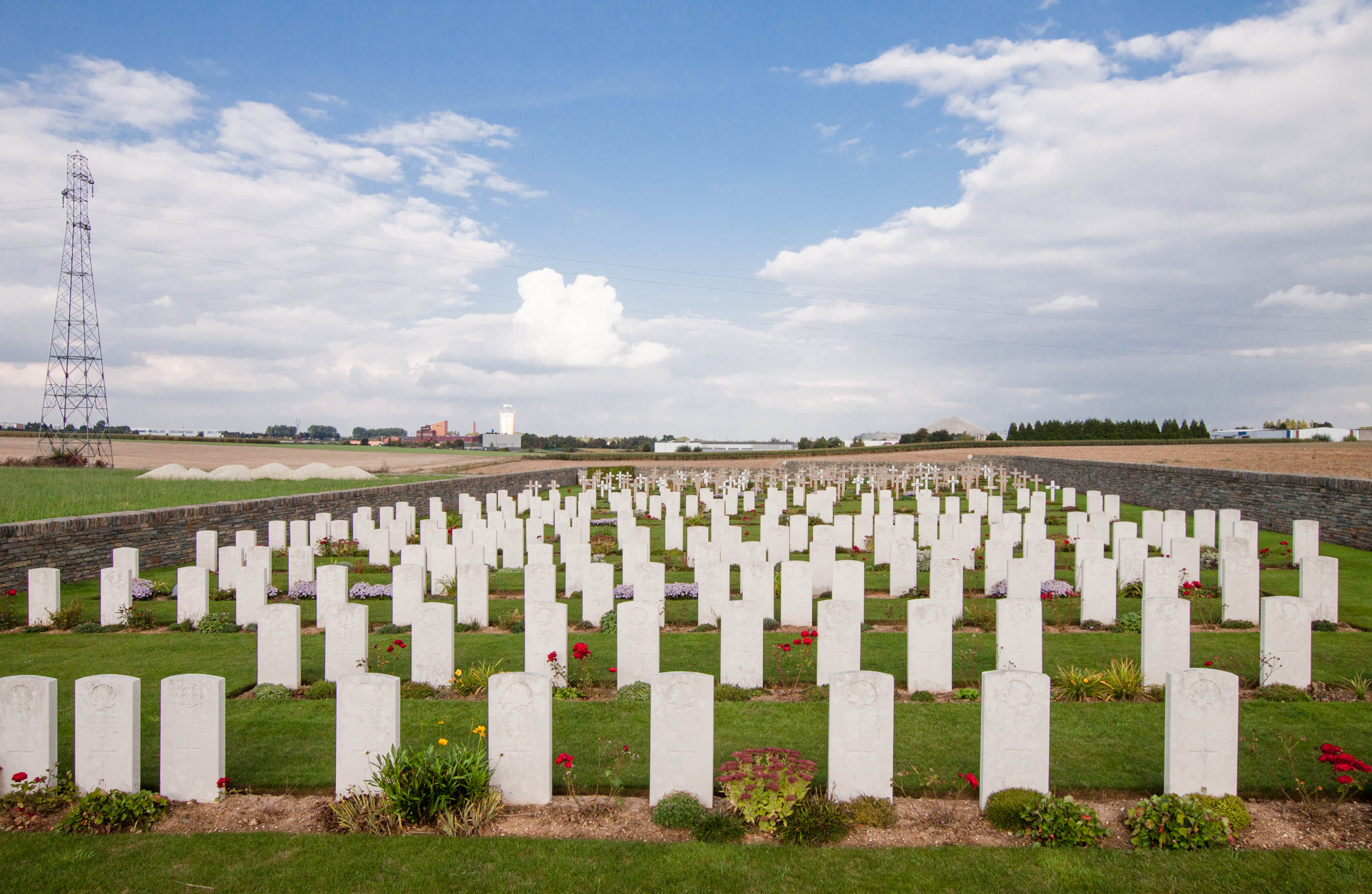
Soldatenfriedhof „Tranchee de Mecknes“
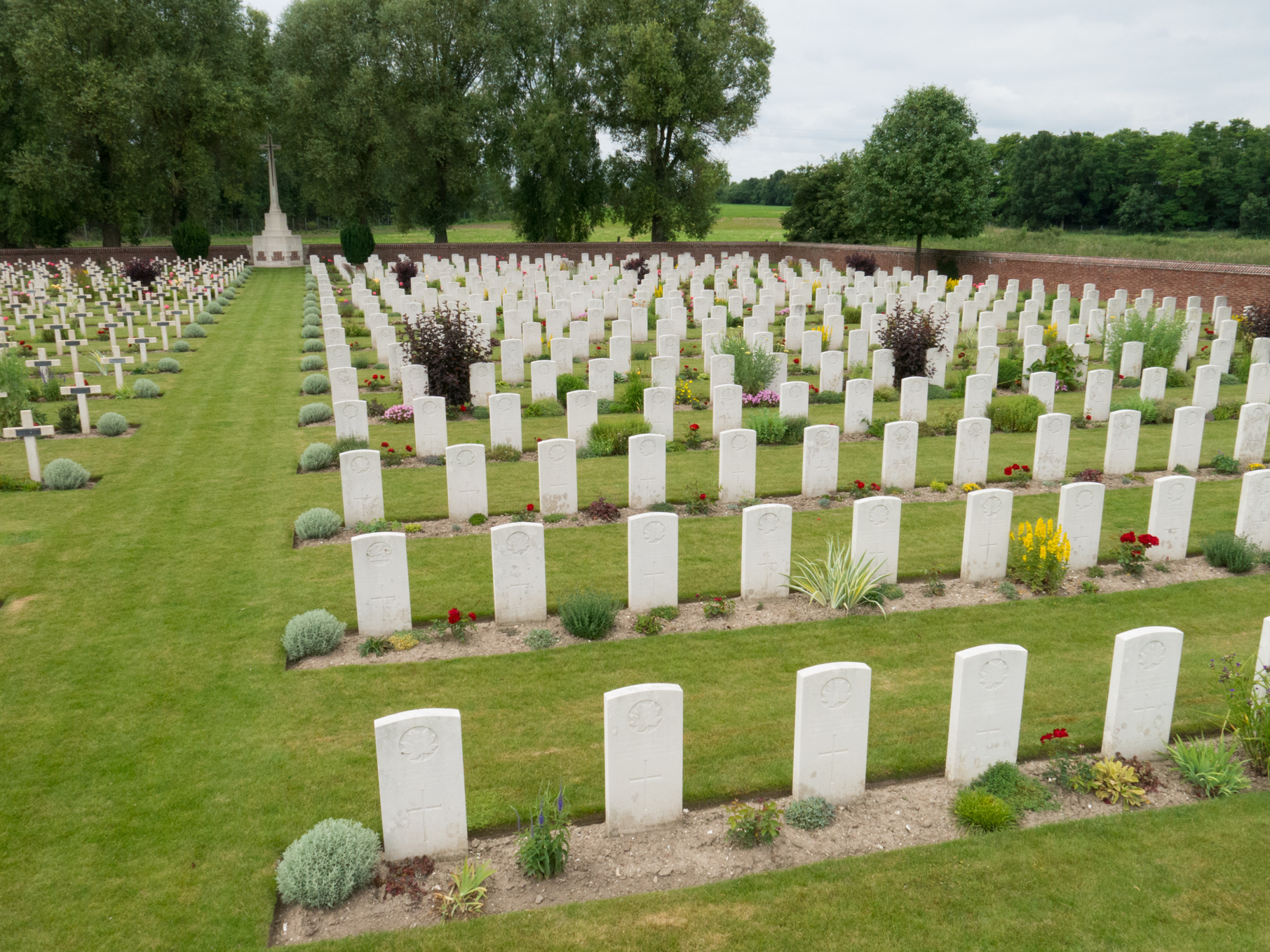
Soldatenfriedhof „Communal Cemetery Extension“

## Persönlichkeiten
- Richard Krawczyk (* 1947), Fußballspieler

## Gemeindepartnerschaft
Mit der deutschen Stadt Elsdorf in Nordrhein-Westfalen besteht seit 1990 eine Partnerschaft.